# Tolypocladium
Tolypocladium — рід грибів родини Ophiocordycipitaceae. Назва вперше опублікована 1971 року.